# NGC 6100
NGC 6100 (другие обозначения — UGC 10307, MCG 0-41-12, ZWG 23.32, PGC 57706) — галактика в созвездии Змея.
Этот объект входит в число перечисленных в оригинальной редакции «Нового общего каталога».